# Aimé Le Coat de Kerveguen
Aimé Philippe Auguste Le Coat de Kervéguen (ou Aimé Lescoat de Kervéguen) est un homme politique français né le 18 novembre 1811 à Toulon (Var) et décédé le 2 août 1868 à Madrid (Espagne).

## Biographie
Aimé Philippe Auguste Le Coat de Kerveguen est le fils de l'amiral Gabriel François Marie Le Coat de Kerveguen et de Marguerite Anne Elisabeth Sophie Pignol. Il épouse la fille de Camille Seguin (1793-1852).
Se destinant d'abord à la Marine comme son père, il s'établit comme négociant à Toulon et devient conseiller général du canton ouest de cette ville. 
Il fut député du Var de 1852 à 1868, siégeant dans la majorité soutenant le Second Empire.
Il est inhumé au cimetière du Père-Lachaise (44e division).

## Pour approfondir